# جناویو جولی
جناویو جولی در (به انگلیسی: Jenaveve Jolie) بازیگر پورن مکزیکی آمریکایی است. او یک رقصنده و مدل برهنه نیز می باشد. وی در ابتدا پیشخدمت در خانه استیک کار می کرد. بعدها بخاطر نقش آفرینی در فیلم دزدان دریایی بیشتر شناخته شد. جولی در سال ۲۰۰۶ نامزد جایزه بهترین بازیگر جدید از جوایز ای وی ان شد.